# Ван Бюрен, Кес
Кес ван Бюрен (нидерл. Kees van Buuren; 27 июля 1986, Лопик, Нидерланды) — нидерландский футболист, защитник.

## Клубная карьера
Ван Бюрен родился в городе Лопик, где и стал заниматься футболом. Дебютировал в профессиональном футболе, будучи частью команды «Утрехт» в сезоне 2005/06 года. Через год после дебюта, в 2007 году сыграл первый и единственный матч за молодёжную сборную Нидерландов. Тем не менее, полноценным игроком основного состава «Утрехта» не стал и перешёл в «Ден Босх» в 2009 году. Через три года присоединился к «Виллем II». В составе Виллема стал чемпионом первого дивизина. Летом 2014 года на правах свободного агента перешёл в роттердамскую «Спарту». В январе 2016 года покинул «Спарту» и стал частью команды «Алмере Сити». Завершил карьеру игрока в 2019 году в небольшом клубе «Геркулес».